# Заклинский, Константин Евгеньевич
Константин Евгеньевич Заклинский (род. 8 мая 1955, Ленинград) — советский, российский артист балета, заслуженный артист РСФСР (1983).

## Биография
В 1974 г. окончил Ленинградское хореографическое училище, с того же года — солист Театра оперы и балета им. С. М. Кирова.
Преподавал дуэтно-классический танец в Вагановском училище. Работал балетмейстером — репетитором Мариинского театра.С 2015 года — педагог- репетитор ГТОБ «Астана Опера».

### Семья
Жена — Алтынай Асылмуратова, балерина, народная артистка Российской Федерации;
- дочь Анастасия (род. 1993), выпускница АРБ им. А. Я. Вагановой, артистка балета[3].

## Творчество
Исполнял ведущие партии, в том числе:
- Зигфрид («Лебединое озеро»)
- Дезире; Голубая птица («Спящая красавица»)
- Альберт («Жизель»)
- Солор («Баядерка»)
- Спартак («Спартак»)

Снимался в телефильмах:
- 1977 «Галатея» (режиссёр А. А. Белинский) — дружок Дулиттла
- «Тристан и Изольда»
- «Ковбои»
- 1986 «Фуэте» (режиссёры В. Васильев, Б. Ермолаев) — Климов
- 1986 «Лебединое озеро» (режиссёр Е. Марчерет) — принц Зигфрид
- 1987 «Чаплиниана» (режиссёр А. А. Белинский)
- 1993 «Грех. История страсти» (режиссёр В. Сергеев)

## Награды и признание
- лауреат Международных конкурсов балета (Москва, 1981; Токио, 1984).
- Орден Достык 2 степени (Казахстан) (5 декабря 2018 года).[4]
- Заслуженный артист РСФСР (5 июля 1983 года).